# Proagonistes oldroydi
Proagonistes oldroydi är en tvåvingeart som beskrevs av Tsacas och Menier 1979. Proagonistes oldroydi ingår i släktet Proagonistes och familjen rovflugor.
Artens utbredningsområde är Kongo. Inga underarter finns listade i Catalogue of Life.